# Gli orrori di Shock Street
Gli orrori di Shock Street (A Shocker on Shock Street) è il trentacinquesimo libro della serie horror per ragazzi Piccoli brividi, scritta da R. L. Stine.

## Trama
La dodicenne Erin Wright e il suo migliore amico, il coetaneo Marty, sono appassionati di film horror, in particolare quelli della serie Le inquietanti presenze di Shock Street. Il padre di Erin, il signor Wright, è un importante progettatore di robot che lavora proprio negli Shock Street Studios, e un giorno convince Erin e Marty ad essere i primi due ragazzi a visitare un parco a tema relativo alle vicende dei film della serie di Shock Street. I due ragazzi accettano entusiasti, ma quando Erin chiede se anche sua madre può andare con loro il signor Wright, incredibilmente, la guarda sconvolto, sorvolando subito dopo sull'argomento. Il giorno dopo Erin e Marty salgono su un trenino che li guiderà in un percorso lungo tutto il parco, venendo tuttavia raccomandati dal signor Wright e dalla sua assistente Linda di non scendere per nessuna ragione da esso e di utilizzare, in caso di estrema necessità, delle pistole speciali a raggi paralizzanti.
Il giro nel parco prosegue inizialmente senza problemi, ma qualcosa va storto quando Erin e Marty si accorgono che le creature incontrate sembrano vive e non dei semplici robot. Dapprima i due finiscono in uno strano castello popolato da spiriti mostruosi e poi nella Caverna delle Presenze Striscianti, dove vengono assaliti da delle strane creature striscianti simili a vermi e poi da delle enormi mantidi religiose grigie (come fatte di metallo). Disobbedendo all'ordine del signor Wright di non scendere dal trenino, Erin e Marty riescono a sfuggire alle mantidi religiose, ritrovandosi poi per strada nel set di Shock Street. Qui, i due raggiungono il cimitero e vengono assaliti da degli esseri simili a zombie, perdendo le scarpe e i calzini e fuggendo a piedi nudi, finendo poi in delle sabbie mobili fangose. Prima che essi possano venir inghiottiti, vengono salvati dai due lupi mannari Mannario e Mannaria. Quando Erin e Marty, convinti che siano degli attori, cercano di chieder loro spiegazioni si accorgono che essi, in realtà, sono dei veri lupi mannari che, poco dopo, cercano di aggredirli. Scampati per un soffio ai due mostri, i due riacciuffano al volo il trenino, salvo poi scoprire di non esser soli a bordo, dato che esso trasporta degli inquietanti scheletri. Il trenino, a tutta velocità, sembra intento a schiantarsi contro un castello ma, di colpo, esso oltrepassa il muro poco dopo che Erin e Marty sono saltati da esso, salvandosi. Saliti su una collina vicina, nel tentativo di avvistare lo studio del signor Wright, i due si ritrovano circondati da dei minacciosi spiriti fatti di fumo ma, in seguito, si accorgono che era tutta una ripresa di una scena per un film. Infatti, poco dopo, Russ Denver, il regista, li raggiunge, dicendo loro che li hanno filmati per tutto il giro, e quando Erin e Marty chiedono dove possono trovare lo studio del signor Wright questi suggerisce loro di passare attraverso la casa di Shock'O il Fulminatore. Marty si avvia spedito verso la casa mentre Erin, con orrore, si accorge di una spina che fuoriesce dalla schiena di Denver mentre questi si sta allontanando, rivelandolo un automa. Erin raggiunge poi Marty ma si accorge che questi si è accasciato al suolo, inerte. Erin cerca di risvegliarlo ma sopraggiunge il signor Wright, che nota con stupore lo svenimento di Marty. Erin chiede spiegazioni ma, incredibilmente, s'inceppa, andando in corto circuito. Si scopre così che entrambi i ragazzi erano robot, progettati per testare il parco tematico. Il signor Wright non era altri che il tecnico che li aveva progettati, rimanendo stupito quando Erin, colei che doveva essere "sua figlia", aveva chiesto di sua madre quando lei non era stata programmata per averne una. Deciso a sistemare i due robot per poter ripetere il giro del parco, il signor Wright se li carica sulle spalle e se ne va canticchiando verso il laboratorio tecnico.

## Episodio TV
Di questo libro è stata realizzata una trasposizione televisiva che presenta alcune differenze con la versione cartacea:
- Sono assenti numerose sequenze come l'attacco delle mantidi religiose, degli esseri striscianti e dei morti viventi, venendo totalmente sostituite da altri mostri.
- I protagonisti non vengono privati delle scarpe e delle calze, pertanto non sono costretti a una scomoda fuga a piedi scalzi.
- Nel finale, il signor Wright spegne i due robot di Erin e Marty e li porta al laboratorio dove sta finendo di costruire altre due versioni di Erin e Marty, poiché non è riuscito a comprendere gli errori di programmazione di quelli precedenti. A differenza del libro, qui il signor Wright, si mostra come uno scienziato meschino e senza scrupoli. Gli Erin e Marty originali in quel momento si risvegliano, e intendono vendicarsi su Wright, per quello che gli ha fatto. Essi sono consapevoli di essere dei robot, ma di avere una propria coscienza e che meritano di vivere come tutte le altre creature. Tale scena è totalmente assente nel libro.

## Edizioni
- R. L. Stine, Gli orrori di Shock Street, traduzione di Cristina Scalabrini, collana Piccoli brividi, Arnoldo Mondadori Editore, 1997,  pp. 143, ISBN 88-04-43356-6.